# Vaudevant
Vaudevant é uma comuna francesa na região administrativa de Auvérnia-Ródano-Alpes, no departamento de Ardèche. Estende-se por uma área de 12,46 km². Em 2010 a comuna tinha 209 habitantes (densidade: 16,8 hab./km²).